# Judiska museet i Stockholm

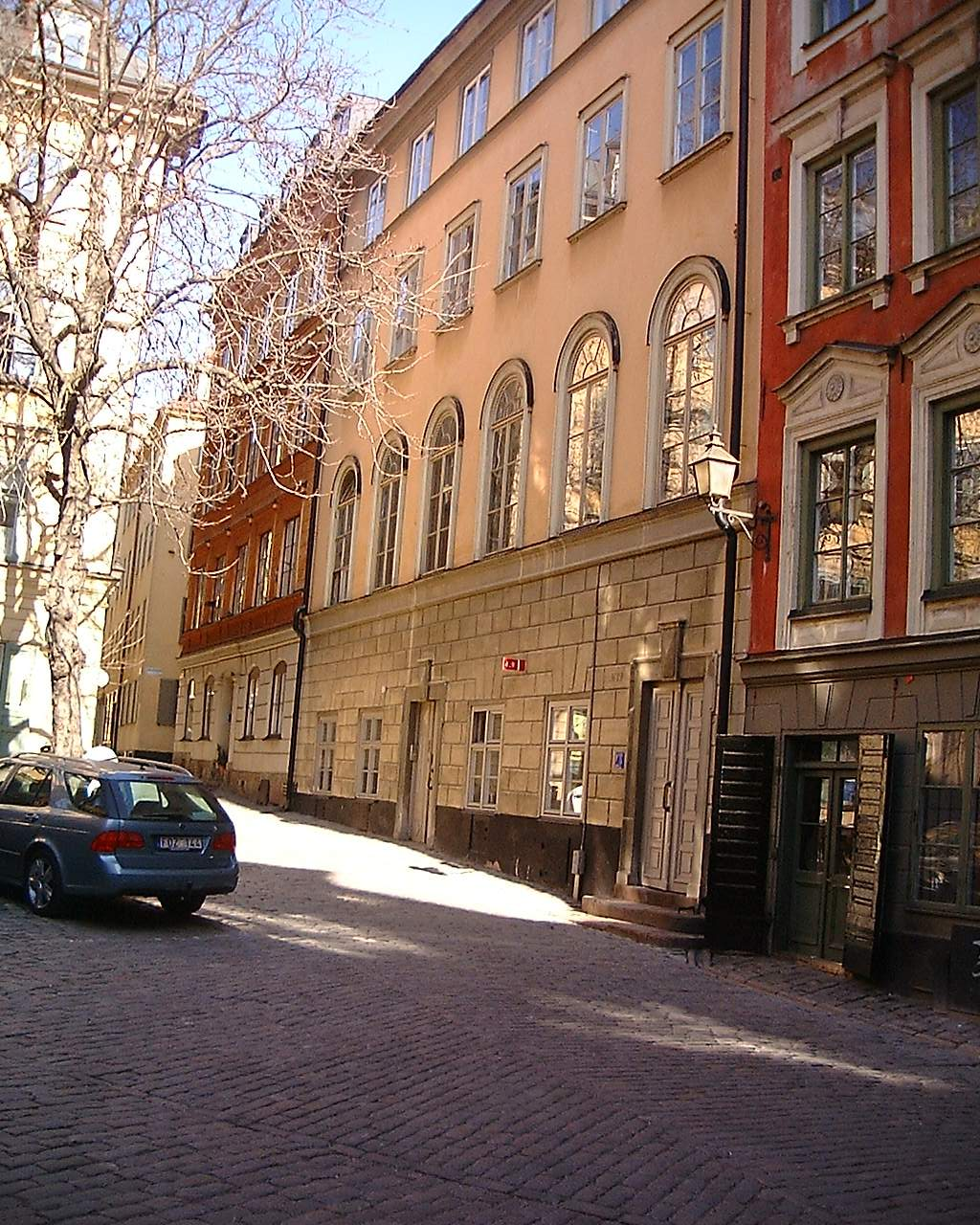
Das Museumsgebäude

Das Judiska museet i Stockholm (deutsch Jüdisches Museum in Stockholm) ist ein Museum in Stockholm, das sich in seinen Ausstellungen dem Judentum widmet. Leiterin ist Christina Gamstorp.

## Geschichte
Die Idee für das Judiska museet entstand 1981. Das Ehepaar Viola und Aron Neuman hatte zusammen mit Torgny T. Segerstedt, Idy Bornstein, Harry Järv, David Glück und dessen Frau Esther Kirstein einige organisatorische Probleme zu bewältigen. Vor allem galt es einen geeigneten Platz zu finden, da bestehende Institutionen keinen erübrigen konnten. Letztlich zog das Museum in ein ehemaliges Teppichlager im Stockholmer Freihafen (schwedisch Frihamnen) ein.
Es konnte am 11. Januar 1987 in Anwesenheit des Kulturministers Bengt Göransson eröffnet werden und war lange Zeit das einzige Museum in Skandinavien, das sich speziell mit jüdischen Themen befasste. 1992 erfolgte ein Umzug des Museums in die Hälsingegatan 2. Zwei Jahre später wurde die Einrichtung von der Schwedischen Museumsvereinigung (Svenska Museiföreningen) als „Museum des Jahres“ (Årets Museum) ausgezeichnet. Das Museum ist Mitglied im Verband der europäischen Jüdischen Museen (englisch Association of European Jewish Museums).
2016 erfolgte ein Umzug in die Själagårdsgatan 19 im Stadtteil Gamla stan. Dort befand sich bis 1870 die erste Synagoge Stockholms. Eine Neueröffnung des Museums ist für 2018 geplant.